# Chamacoco
Chamacoco /sami sebe zovu Öšhörö, Išïrï/, jedna od dviju glavnih grana Zamucoan Indijanaca (druga je Zamuco) nastanjenih na sjeveroistočnom Chacu duž rijeke Paraguay, u paragvajskom departmanu Alto Paraguay. Chamacoci se sastoje od više lokalnih skupina koje govore vlastitim srodnim jezicima i dijalektima. Predstavnici su im: Ebidoso, Horio i Tumereha, i srodni su ostalim južni predstavnicima porodice Zamucoan Tunacho, Imono i Caipotorade.
Lov i sakupljanje bilo je glavno zanimanje Chamacoca. Chamacoci su prema izvještajima ranih misionara imali vjeru u vrhovnu božicu koja je vladala nad duhovima guara, upravljala suncem i Chamacoce opskrbljivala vodom. Prema njihovim pričama, kaže Harold Osborne, jedna inačica govori da su prvi ljudi na zemlju došli iz podzemlja, pomoć konopca ispletenog od vlakana caraguate, dok su po drugoj izašli iz stabla kebrača (quebracho; veoma tvrdo drvo), odakle ih je oslobodio jedan čovjek, raskolivši deblo. 
Novija populacija iznosi 800 za Hório i Ebidóso, a Tumereha (Tomaráho) ne prelazi 200. Ukupnno ih je 1930. bilo preko 2.000

## Vanjske poveznice
- Chamacoco  Arhivirana inačica izvorne stranice od 20. veljače 2007. (Wayback Machine)
- Chamacoco